# Hemihyalea splendens
Hemihyalea splendens är en fjärilsart som beskrevs av Barnes och Mcdunnough 1910. Hemihyalea splendens ingår i släktet Hemihyalea och familjen björnspinnare. Inga underarter finns listade i Catalogue of Life.